# Gnophos disertata
Gnophos disertata là một loài bướm đêm trong họ Geometridae.